# Masis (città)
Masis (in armeno Մասիս?) è una città di circa 21 900 abitanti (2007) della provincia di Ararat in Armenia.
Si trova sulla sponda sinistra del fiume Hrazdan, appena prima della sua confluenza con il fiume Aras, ai piedi del Monte Ararat.